# 5 карбованців «Червона книга (Козел гвинторогий)»
Червона книга (Козел гвинторогий) (рос. Красная книга (Винторогий козел)) — ювілейна монета СРСР вартістю 5 карбованців, випущена 10 жовтня 1991 року. Червона книга — найбільш всеосяжний збірник відомостей про охоронний статус рослин та тварин в усьому світі. Видається Міжнародним Союзом Охорони Природи (МСОП) з 1963 року. Червоний список опікується флорою та фауною всього світу.

## Оформлення реверса
На реверсі був зображений козел гвинторогий — вид з роду гірських козлів родини бикових (Bovidae). Видова назва дана на честь шотландського ботаніка Г'ю Фальконера(1808-1865). Назва даного виду походить від форми рогів, що закручуються на зразок штопора або гвинта. У самців на шиї і грудях підвіс з подовженого темного волосся. Забарвлення шерсті зазвичай рудувато-сіра, у старих самців — брудно-біла. Довжина тіла до 1,7 м, висота в холці 90 см, важить до 90 кг, рідше більше. У самців роги досягають 1,5 м і більше, у самок же невеликі ріжки 20-30 см довжини.

## Історія
У 1991 році вийшли перші колекційні монети із серії «Червона книга СРСР» із зображенням занесених в цю книгу тварин: гвинторогого козла (мархур) і рибного пугача. Відмінність їх від інших мідно-нікелевих монет в тому, що вони карбовані з біметалу: зовнішня частина монети з мідно-нікелевого сплаву білого кольору, а внутрішня — з мідно-нікелевого сплаву жовтого кольору. Випуск монет такого роду переслідує мету привернути увагу до проблеми захисту тварин. Після розпаду СРСР випуск монет цієї серії було продовжено Держбанком Росії. 
Монета карбувалася на Ленінградському монетному дворі (ЛМД).

## Опис та характеристики монети
| Номінал крб. | Метал                | Маса грам | Діаметр мм. | Товщина мм. | Гурт                                | Тираж штук    |
| ------------ | -------------------- | --------- | ----------- | ----------- | ----------------------------------- | ------------- |
| 5            | Біметал: Cu-Zn Cu-Ni | 6,25      | 25          | 1,95        | переривчасте рифлення з кроком 3 мм | 550.000 (анц) |

### Аверс
Зверху уздовж краю монети слова «ГОСУДАРСТВЕННЫЙ БАНК СССР», знизу рік карбування «1991», в середині номінал «5», ліворуч — лаврова гілка, праворуч — дубова гілка, нижче слово «РУБЛЕЙ», нижче монограма монетного двору «ЛМД».

### Реверс
В центрі диска — гвинторогий козел (мархур) на вершині скелі, по колу напис: вгорі — «КРАСНАЯ КНИГА СССР», знизу — «ВИНТОРОГИЙ КОЗЕЛ», розділені двома крапками.

### Гурт
Переривчасте рифлення з кроком 3 мм, складається з 12 ділянок по 10 рисок в кожному.

## Автори
- Художник: М. А. Сиса, А. В. Бакланов
- Скульптор: Л. С. Камшилов